# М-1 (підводний човен СРСР)
| М-1                                            | М-1                                      | М-1                                      |
| ---------------------------------------------- | ---------------------------------------- | ---------------------------------------- |
|                                                |                                          |                                          |
|                                                |                                          |                                          |
| Схема підводного човна типу «Малютка» серії VI |                                          |                                          |
| Під прапором                                   | Військово-морський флот СРСР             | Військово-морський флот СРСР             |
| Порт приписки                                  | Совєтська Гавань                         | Совєтська Гавань                         |
| Спуск на воду                                  | 9 квітня 1933                            | 9 квітня 1933                            |
| Виведений зі складу флоту                      | 16 квітня 1934                           | 16 квітня 1934                           |
| Сучасний статус                                | 28 листопада 1950 року списаний на брухт | 28 листопада 1950 року списаний на брухт |
| Проєкт                                         |                                          |                                          |
| Тип ПЧ                                         | Торпедний ДПЧ                            | Торпедний ДПЧ                            |
| Розробник проєкту                              | завод № 198, Миколаїв                    | завод № 198, Миколаїв                    |
| Основні характеристики                         |                                          |                                          |
| Швидкість (надводна)                           | 11,1 вузлів (20,55 км/год)               | 11,1 вузлів (20,55 км/год)               |
| Швидкість (підводна)                           | 6,4 вузли (11,85 км/год)                 | 6,4 вузли (11,85 км/год)                 |
| Робоча глибина занурення                       | 50 м                                     | 50 м                                     |
| Гранична глибина занурення                     | 60 м                                     | 60 м                                     |
| Автономність плавання                          | 7-10 діб                                 | 7-10 діб                                 |
| Екіпаж                                         | 19 осіб                                  | 19 осіб                                  |
| Розміри                                        |                                          |                                          |
| Довжина найбільша (по КВЛ)                     | 36,9 м                                   | 36,9 м                                   |
| Ширина корпусу найб.                           | 3,13 м                                   | 3,13 м                                   |
| Середня осадка (по КВЛ)                        | 2,58 м                                   | 2,58 м                                   |
| Водотоннажність надводна                       | 157 т                                    | 157 т                                    |
| Озброєння                                      |                                          |                                          |
| Торпедно- мінне озброєння                      | 2 ТА калібру 533-мм (2 торпеди)          | 2 ТА калібру 533-мм (2 торпеди)          |
| ППО                                            | 1 × 45-мм напівавтоматична гармата 21-К  | 1 × 45-мм напівавтоматична гармата 21-К  |

М-1 — радянський дизель-електричний підводний човен серії VI, типу «Малютка», що входив до складу Військово-морського флоту СРСР за часів Другої світової війни. Закладений 3 жовтня 1932 року на верфі заводу № 198 у Миколаєві під заводським номером 237. 9 квітня 1933 року спущений на воду. 1 грудня 1933 року човен передислокований залізницею до Владивостока, де 26 квітня 1934 року включений до складу Морських сил Далекого Сходу.

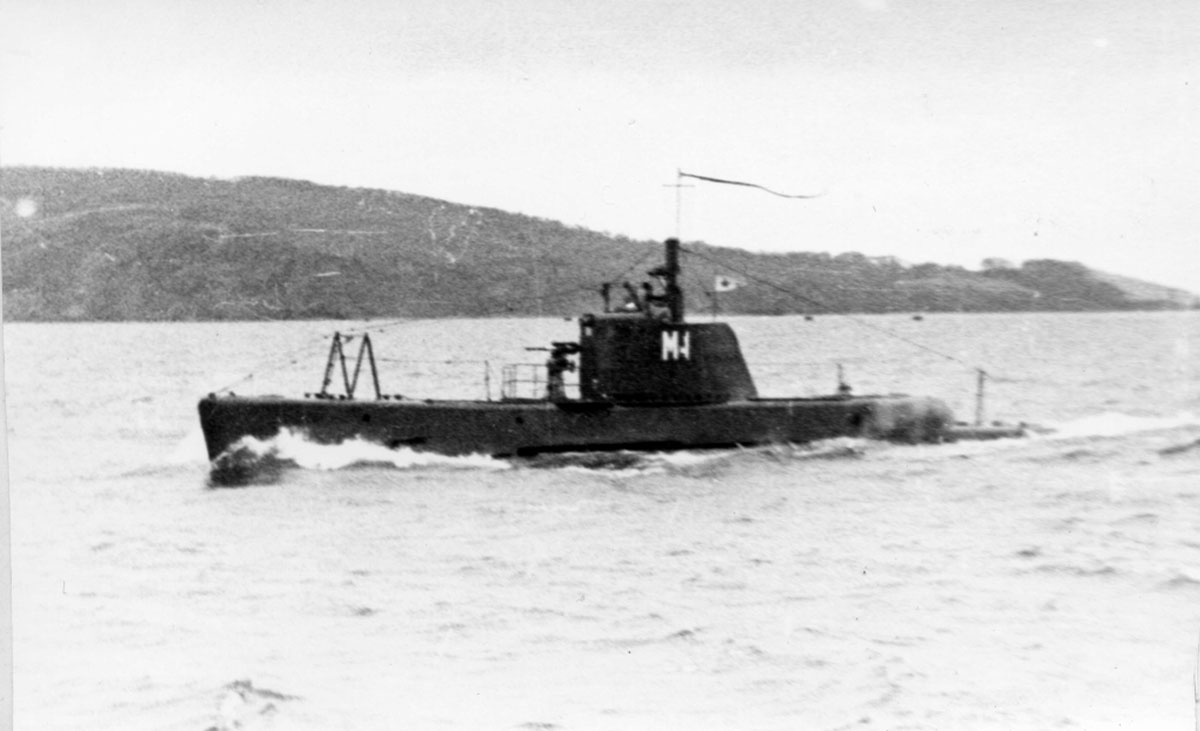
М-1 в Амурській затоці, 1934 рік

З 1934 до 1945 року проходив службу на Тихому океані. Участі в бойових діях не брав. 9 серпня 1945 року човен зустрів у складі 10-го дивізіону 3-ї бригади підводних човнів у Совєтській Гавані під командуванням старшого лейтенанта Носенкова Павла Павловича. 1 вересня доставив з Совєтської Гавані в порт Отомарі на Південному Сахаліні паливо і масло для наших кораблів.
З 5 листопада 1945 року М-1 використовувався в ролі навчального підводного човна. 28 листопада 1950 року М-1 виключений зі списків ВМФ, 8 січня 1951 року підводний човен розформований і зданий на злам.